# Caenis valentinae
Caenis valentinae is een haft uit de familie Caenidae. De wetenschappelijke naam van de soort is voor het eerst geldig gepubliceerd in 1951 door Grandi.
De soort komt voor in het Palearctisch gebied.